# Wedekind I. von Minden
Wedekind I. († 1261) (auch Wittekind) war von 1253 bis 1261 Bischof von Minden.

## Leben
Wedekind stammte aus dem Haus Hoya und war Bruder des Grafen Heinrich II.
Er wurde 1244 Propst an der Stiftskirche Bücken und nahm 1252 als Mitglied des Mindener Domkapitels diesen Rang am Mindener Dom ein. Nach seiner Wahl zum Bischof verfolgte er eine expansive Politik. Mit Bestätigung von König Wilhelm von Holland erwarb er von Herzog Albrecht von Sachsen, der bereits auf die Hälfte seiner Besitzungen im Gebiet des Bistums verzichtet hatte, auch noch die Gerichtsbarkeit in Stenwede, Haddenhusen und Borden für 800 Mark bremisch. Von dem Abt zu Fulda Heinrich IV. erwarb er für 500 Mark Silber die Stadt Hameln und das Lehen der zugehörigen Schirmvogtei. Dem stellten sich aber die Bürger der Stadt und der Graf von Everstein, der die Vogtei über das St. Bonifaziusstift besaß, entgegen. Es kam zu gewaltsamen Auseinandersetzungen. Die Gegner des Bischofs erlitten jedoch 1259 eine schwere Niederlage. Ein Jahr nach seinem Sieg verkaufte der Bischof die Hälfte der Stadt Hameln an die Herzöge Albrecht und Johann von Braunschweig-Lüneburg von Braunschweig. In Fehde lag er auch mit den Grafen von Wunstorf. Wedekind verfocht die Interessen des Stifts auch gegenüber seinem Bruder Heinrich. Dieses zwang er auf dessen Ansprüche auf Teile des Mindener Gebietes zu verzichten.
Im Inneren versuchte Wedekind, die starke Stellung des Domkapitels etwas zu begrenzen. Er setzte 1254 einen Bischofsvikar als eine Verbindung von Weihbischof und Generalvikar ein. Besetzt wurde dieser Posten niemals mit einem Mitglied des Domkapitels, sondern meist mit einem Angehörigen der Bettelorden. Er weihte auch die Kirche des Dominikanerklosters in Minden.